# Gabriella Gambino
Gabriella Gambino (* 24. April 1968 in Mailand, Italien) ist eine italienische Bioethikerin und römisch-katholische Kurienbeamtin.

## Leben
Gabriella Gambino graduierte 1995 an der Universität Mailand in Politikwissenschaft und wurde 2001 am römischen Institut für Bioethik der Katholischen Universität vom Heiligen Herzen promoviert. Von 2013 bis 2016 war sie Mitarbeiterin des Päpstlichen Rates für die Laien und anschließend außerordentliche Professorin für Bioethik an der Universität Tor Vergata und ordentliche Professorin am Päpstlichen Institut Johannes Paul II. für Studien zu Ehe und Familie.
Papst Franziskus ernannte sie am 7. November 2017 zur Untersekretärin im Dikasterium für Laien, Familie und Leben mit dem Aufgabenbereich Leben.
Von 2019 bis 2022 gehörte sie dem Vorstand der Päpstlichen Akademie für das Leben an.
Gabriella Gambino ist verheiratet und Mutter von fünf Kindern.

## Schriften (Auswahl)
- zusammen mit Antonio G. Spagnolo: Women’s health issues, SEU 2003, ISBN 9788887753783
- Diagnosi prenatale. Scienza, etica e diritto a confronto, Edizioni Scientifiche Italiane 2003, ISBN 9788849504361
- Le unioni omosessuali: un problema di filosofia del diritto, Giuffrè Editore 2007, ISBN 9788814133985
- L’ultima passeggiata, Mursia Mailand 2011, ISBN 9788842546658